# Максимов, Юрий Иванович
Юрий Иванович Максимов (26 июля 1936, Воронеж — 1 марта 1991, Москва) — советский математик, специалист в области механизированной обработки экономической информации, доктор технических наук, профессор Новосибирского института народного хозяйства (НИНХ).

## Биография
Родился в Воронеже, пошел в школу в 1943 году в освобожденном от немецкой оккупации Воронеже.
Максимов с отличием и золотой медалью окончил школу в 1953 году и поступил в МГУ на механико-математический факультет. Окончил МГУ в 1959 году и получил диплом с отличием с присвоением квалификации математика.
В 1964 году Максимов защитил диссертацию кандидата технических наук по теме «Применение электронно-вычислительных машин для решения задач нестационарного движения газа по магистральным газопроводам и системам газопроводов». В 1972 году защитил диссертацию доктора технических наук по теме «Методы расчета нестационарных режимов работы и оптимизации параметров газоснабжающих систем».
В 1967 году Максимов перешел в новый экономический институт газовой промышленности — Всесоюзный (позднее Всероссийский) научно-исследовательский институт экономики, организации производства и технико-экономической информации в газовой промышленности (ВНИИЭГазпром, ныне НИИгазэкономика). В 1972 году в Москве был основан Всесоюзный научно-исследовательский и проектный институт по автоматизированным системам управления в газовой промышленности, сокращенно ВНИПИАСУГазпром. Максимов перешел во ВНИПИАСУГазпром и возглавил отдел, ведущий научную работу, связанную с развитием автоматизированных систем управления в газовой промышленности.
В 1974 году Сибирское отделение Академии наук СССР пригласило Максимова в Институт экономики и организации промышленного производства (ИЭиОПП), Академгородок (Новосибирск), где с февраля 1975 года он возглавил Сектор развития и размещения нефтегазовой и нефтехимической промышленности. В Сибири Максимов также преподавал курс «Математическое программирование» в Новосибирском институте народного хозяйства (НИНХ).
В 1983 году Максимов  вернулся в Москву и продолжил научную работу во Всесоюзном научно-исследовательском институте комплексных топливно-энергетических проблем (ВНИИКТЭП) при Госплане СССР. Работал сначала в должности заведующего сектором, а ноября 1983 года заведующего отделом.  В марте 1990 года Максимов был избран в депутаты Московского городского совета («Моссовет») от блока «Демократическая Россия». Избирался в округе 263 Люблинского района. В Моссовете Максимов входил в состав постоянной комиссии по экономической политике и предпринимательству.
Максимов погиб 1 марта 1991 года при невыясненых обстоятельствах. 4 марта 1991 года в газете «Вечерняя Москва» (а также других СМИ) появился некролог, подписанный первым заместителем председателя Моссовета С. Б. Станкевичем.

## Направление научных исследований
В число научных интересов Ю. И. Максимова входили сетевые модели в перспективном планировании и стохастическое моделирование в планировании.
В 1979 году вышла монография Максимова «Сетевые модели в перспективном планировании отраслевых систем». В монографии были обобщены основные элементы системного анализа и рассмотрены проблемы моделирования крупных региональных программ. При этом основное внимание было уделено использованию многоуровневых сетевых моделей при долгосрочном планировании развития комплекса взаимосвязанных отраслей специализации исследуемого региона.
В  1981 году вышла новая монография Максимова «Стохастическое моделирование в планировании». В монографии нашли отражение анализ вероятностных свойств и неопределенности при моделировании развития отраслевых систем. Также были рассмотрены включение вероятностных характеристик в детерминированные экономико-математические модели, использование экономико-математических моделей вероятностной структуры и учет неопределенности исходной технико-экономической информации при оптимизации перспективных планов.
В 1982 году выходит еще одна монография Максимова «Имитационные модели оперативного планирования и управления магистральным транспортом газа». В монографии был проведен анализ форм оперативно-диспетчерского планирования и управления, комплекса критериев оптимизации этих режимов и предложены методы имитации эксплуатационных режимов работы систем магистральных газопроводов, учитывающие основные внешние и внутренние факторы.
Всего Максимовым было опубликовано более 250 работ, включая монографии, статьи и публикации на отраслевые и макроэкономические темы в журналах «Экономика и организация промышленного производства», «Нефтяное хозяйство» и других.

## Избранные труды
1. Максимов Ю.И. Сетевые модели в перспективном планировании отраслевых систем. — Новосибирск: Наука, 1979. — 143 с.
2. Максимов Ю.И. Стохастическое моделирование в планировании. — Новосибирск: Наука, 1981. — 285 с.
3. Максимов Ю.И. Имитационные модели оперативного планирования и управления магистральным транспортом газа. — Новосибирск: Наука, 1982. — 194 с.
4. Максимов Ю.И. Энергетическое будущее человечества // Экономика и организация промышленного производства : Экономический журнал. — 1975. — № 6.
5. Максимов Ю.И. Второе дыхание сетевых методов // Экономика и организация промышленного производства : Экономический журнал. — 1976. — № 4.
6. Максимов Ю.И. Газ Аляски // Экономика и организация промышленного производства : Экономический журнал. — 1977. — № 2.
7. Maximov Y.I. Probleme der Kopplung vor modeller eines Heizstoff-Energie-Komplexes (нем.) // Zusammenfassungen der Berichte des internationalen Symposium "Planungs- und Prognosemodelle". — Binz/Rügen, DDR, 1978.
8. Максимов Ю.И. Глубже вникать в проблемы экономики // Нефтяное хозяйство : Научно-технический журнал. — 1980. — № 2.
9. Maximov Y.I. Economic problems of improving liquified gas production and main line transportation (англ.) // Digest of Institute of Economics and Industrial Engineering. — Novosibirsk, 1980.
10. Максимов Ю.И. Проблемы и перспективы развития мировой энергетики // Науки о Земле : Сборник. — Издательство "Знание", 1982. — № 5/82.
11. Maximov Y.I. Modelling the Development of the Gas Industry (англ.) // Matecon : Digest. — 1981. — Vol. 18, no. 1.
12. Максимов Ю.И. О некоторых приложениях анализа риска // Математико-статистические методы в экономическом анализе и планировании : Сборник. — Новосибирск: Наука, 1983.
13. Maximov Y.I. Optimizing the Utilisation of Energy in the long-term Planning of Economic Development (англ.) // Trends in World Economy : Digest. — Budapest, 1984. — No. 49.
14. Максимов Ю.И. Имитационный подход к моделированию региональных топливно-энергетических балансов // Методы синтеза и планирования развития структур крупномасштабных систем» : Тезисы докладов V Всесоюзного семинара, ИПУ. — М., 1990.
15. Maximov Y.I. Referate und Gespräche über die Energieversorgung der Zukunft. Erfahrungs-austausch zwischen Ost und West (нем.) // Ost/West-Symposium Energie ohne grenzen. — 1991.